# Globale Aphasie
Die globale Aphasie ist die schwerste Form einer Aphasie (Sprachstörung).

## Ursachen
Ursache ist eine Läsion im Gehirn, insbesondere die Sprachzentren (Wernicke-Zentrum, Broca-Zentrum) sind meist schwer in Mitleidenschaft gezogen. Ursachen für die Läsion sind meist Schädel-Hirn-Traumata infolge schwerer Kopfverletzungen, Tumore oder Hirnschläge.

## Charakteristika
Patienten mit globaler Aphasie haben schwere Störungen in den Bereichen Sprachverständnis und Sprachproduktion. Diese Probleme in der Kommunikation sind jedoch nicht zu verwechseln mit geistigen Krankheiten; die globale Aphasie hat auf den Geisteszustand keinen direkten Einfluss. Globalaphasiker können bei vollem Bewusstsein, nur unfähig zur Kommunikation sein. Indirekte Folgen wie Depressionen oder soziale Vereinsamung sind jedoch verbreitet.

## Therapie
Übliche Therapie ist die Logopädie, die gegebenenfalls medienunterstützt ablaufen kann. Allerdings sind Erfolge, wenn überhaupt, nur nach langer Therapiezeit zu erwarten.
Andere Therapiemethoden, die insbesondere gegen Begleiterscheinungen wie Depression und soziale Vereinsamung helfen sollen, sind Musiktherapie und Maltherapie.